# Bakrie Tower
La Bakrie Tower est un gratte-ciel de 214 mètres construit en 2009 à Jakarta en Indonésie.